# 이집트 선왕조
이집트 선왕조(先王朝) 시대는 신석기 시대인 기원전 6000년부터 기원전 3150년 무렵에 고대 이집트에 왕정이 시작되기까지의 시기를 말한다. 상하 이집트를 막론하고 다양한 문화가 꽃피웠으며, 기원전 32세기 중반에는 초기 문명이 발전하면서, 전갈왕 시대로 진입한다.